# Morpho achilles
A Morpho achilles a rovarok (Insecta) osztályának lepkék (Lepidoptera) rendjébe, ezen belül a tarkalepkefélék (Nymphalidae) családjába tartozó faj.
A Morpho lepkenem típusfaja.

## Előfordulása
A Morpho achilles előfordulási területe óriási és a következő országokat foglalja magába: Argentína, Suriname, Guyana, Bolívia, Kolumbia, Peru, Ecuador, Venezuela, Paraguay és Brazília.

## Alfajai
- Morpho achilles achilles (Linnaeus, 1758) – Brazília, Suriname és Guyana
- Morpho achilles agamedes Fruhstorfer, 1912 – Peru
- Morpho achilles fischeri Weber, 1962 – Peru
- Morpho achilles glaisi Le Moult & Réal, 1962 – Venezuela
- Morpho achilles guaraunos Le Moult, 1925 – Venezuela
- Morpho achilles guerrerensis Le Moult & Réal, 1962
- Morpho achilles patroclus C. & R. Felder, 1861 – Kolumbia; egyes biológusok önálló fajnak tekintik Morpho patroclus név alatt
- Morpho achilles phokylides Fruhstorfer, 1912 – Venezuela, Kolumbia, Ecuador, Bolívia, Peru és Brazília
- Morpho achilles theodorus Fruhstorfer, 1907 – Ecuador
- Morpho achilles vitrea Butler, 1866 – Bolívia

## Megjelenése
Szárnyainak felső fele fekete, egy-egy széles, élénk kék sávval, mely a szárny közepén húzódik. A szárnyak alsó fele olíva-barnás, néhány igen apró kék, sárga vagy vörös ponttal. Ugyanitt vörös körök is láthatók.

## Életmódja
A hernyó számos kúszónövénnyel táplálkozik; közülük a legfontosabbak: a Dalbergia, az Inga, a Machaerium, abból is a Machaerium aculeatum, valamint a Myrocarpus, a Platymiscium és a Pterocarpus. Az imágó a rothadó gyümölcsök levével és a fák gyantájával táplálkozik.

## Képek

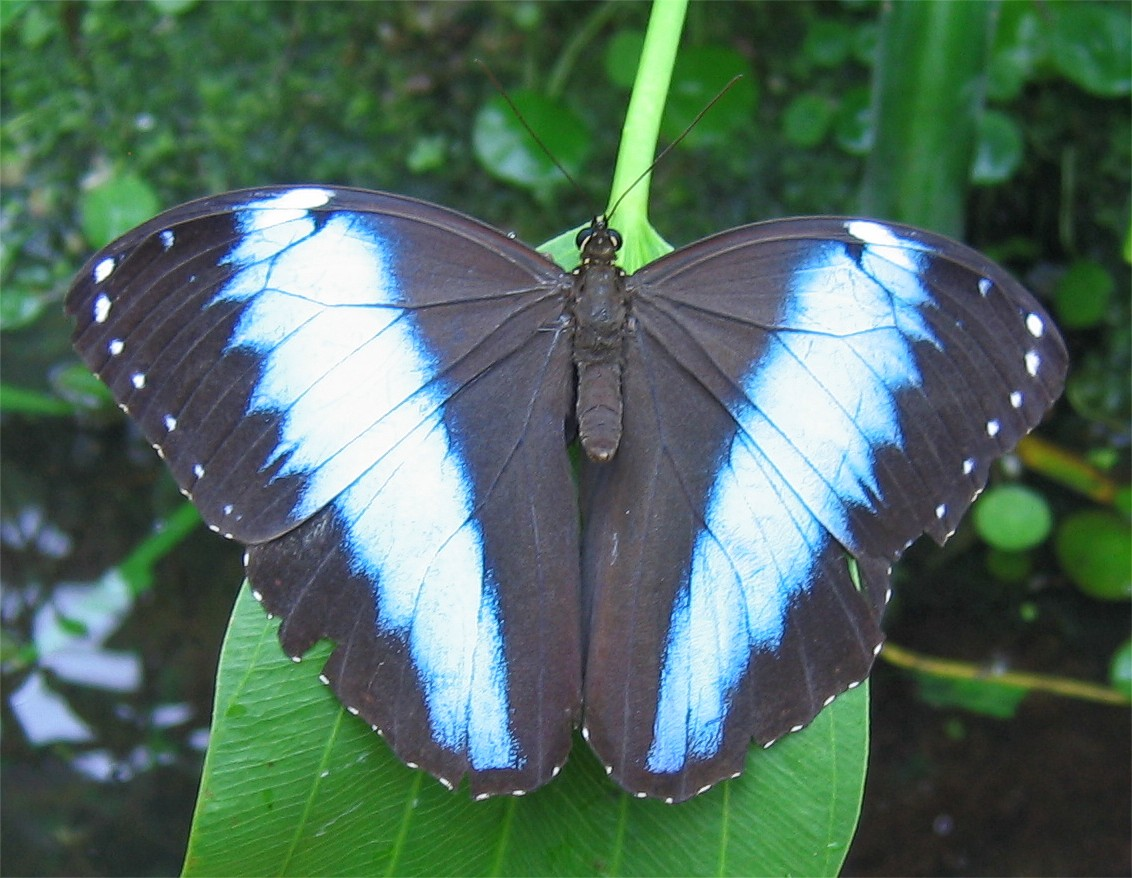
Felülről és
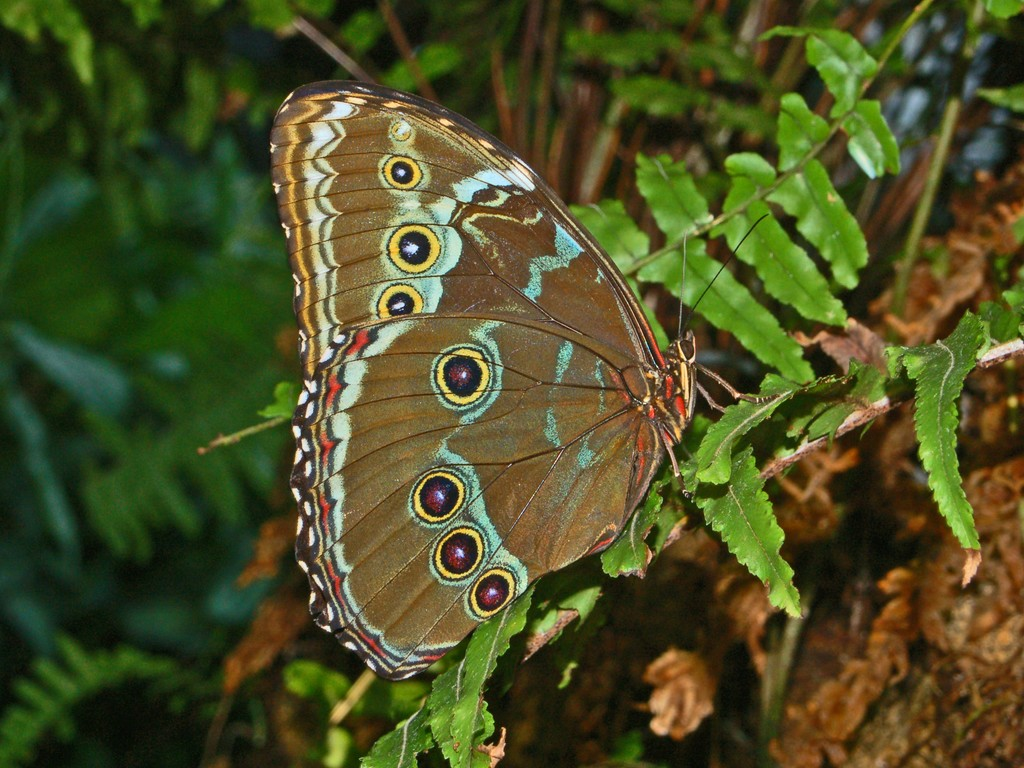
oldalról
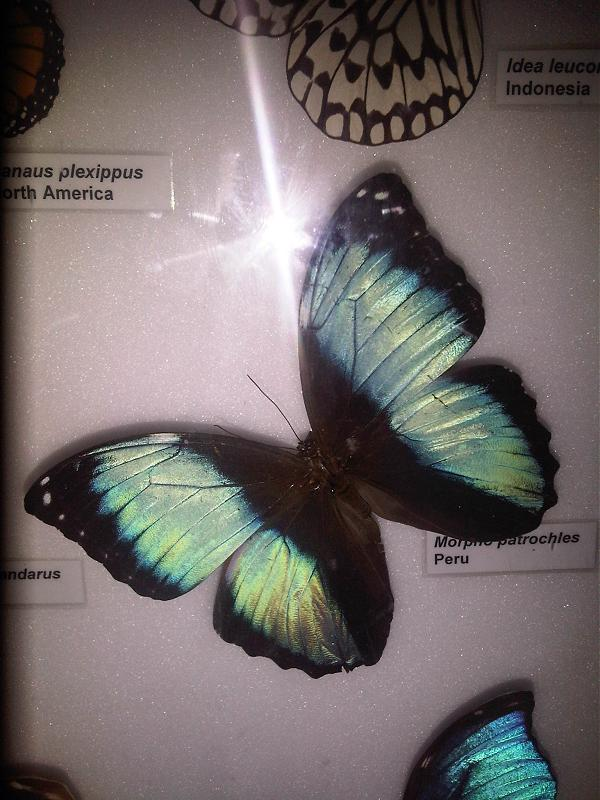
Morpho achilles patroclus
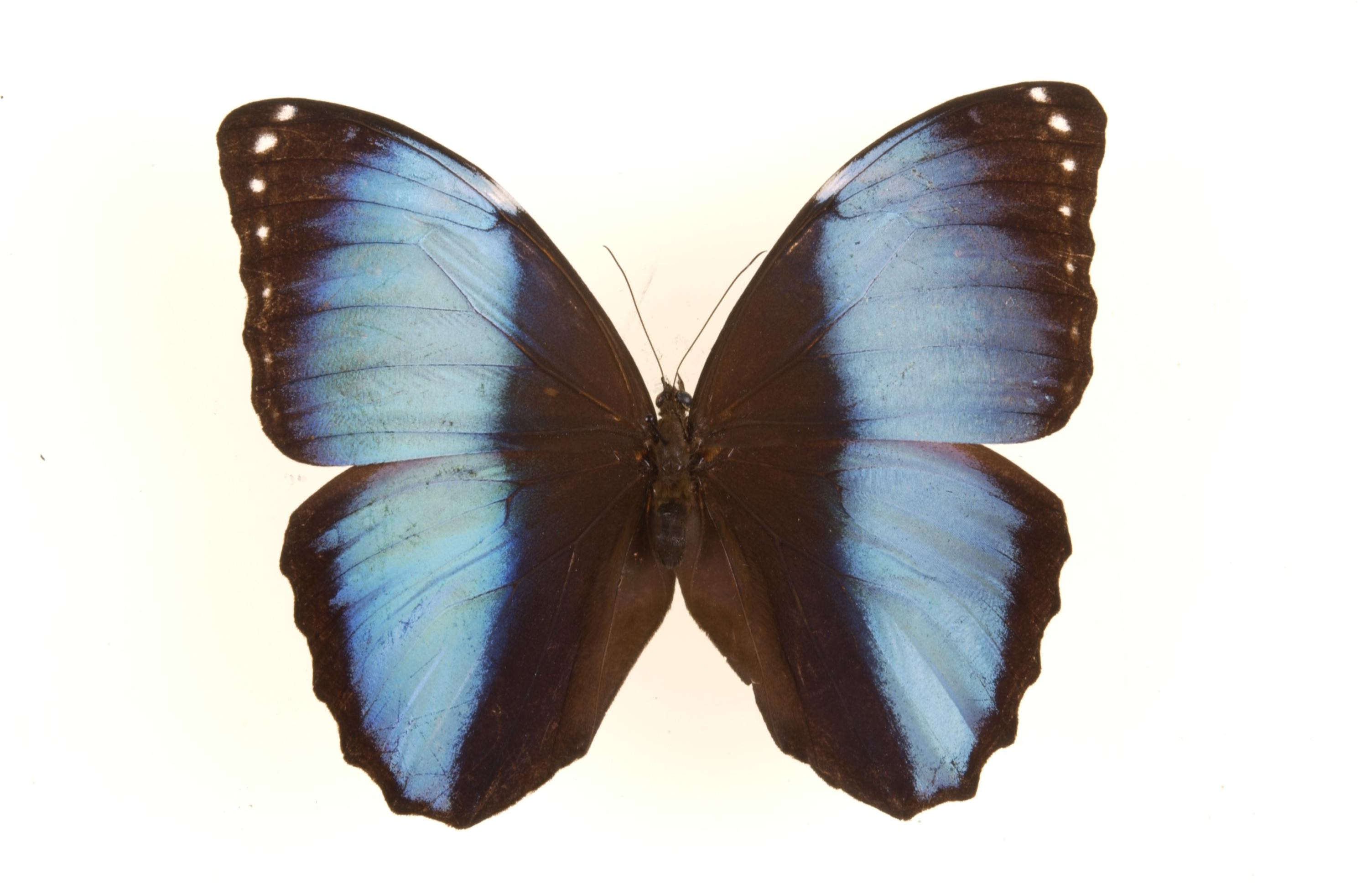
Múzeumi példány

### Fordítás
- Ez a szócikk részben vagy egészben  a   Morpho achilles című angol Wikipédia-szócikk ezen változatának fordításán alapul.  Az eredeti cikk szerkesztőit annak laptörténete sorolja fel. Ez a jelzés csupán a megfogalmazás eredetét és a szerzői jogokat jelzi, nem szolgál a cikkben szereplő információk forrásmegjelöléseként.